# Festival du Printemps de Prague
Le festival international de musique classique du Printemps de Prague (Pražské jaro) se tient à Prague tous les ans au printemps, à partir du 12 mai (anniversaire de la mort de Bedřich Smetana). Il réunit des solistes, orchestres symphoniques ou de chambre venus du monde entier pour des concerts au Rudolfinum, à l'opéra d'état ou à la Banque nationale tchèque.

## Histoire
Le premier festival de musique du Printemps de Prague s'est tenu en 1946 sous l'égide du président Edvard Beneš à l'occasion du cinquantième anniversaire de la fondation de l'Orchestre philharmonique tchèque.
Le festival a accueilli, entre autres musiciens, Karel Ančerl, Leonard Bernstein, Hélène Boschi, Sir Adrian Boult, Rudolf Firkušný, Jaroslav Krombholc, Rafael Kubelik, Moura Lympany, Evgeni Mravinski, Charles Münch, Ginette Neveu, Jarmila Novotná, Lev Oborine, David Oïstrakh, Jan Panenka...
Depuis 1952, le festival débute par le récital du poème symphonique Ma patrie de Bedřich Smetana et se conclut par la neuvième symphonie de Ludwig van Beethoven.
En 2007 le festival a accueilli Charles Dutoit et Kun-Woo Paik.